# اچ‌ام‌اس باکینگهام (۱۷۳۱)
اچ‌ام‌اس باکینگهام (۱۷۳۱) (به انگلیسی: HMS Buckingham (1731)) یک کشتی بود که طول آن ۱۵۱ فوت (۴۶ متر) بود.